# Stefania satelles
A Stefania satelles a kétéltűek (Amphibia) osztályába, a békák (Anura) rendjébe és a Hemiphractidae családba tartozó faj.

## Előfordulása
A faj Venezuela endemikus faja. Természetes élőhelye folyók és sziklás területek.